# Madame de...
Madame de... – francuski dramat filmowy z 1953 roku w reżyserii Maxa Ophülsa. Film śledzi losy pary kolczyków, które co rusz zmieniają właścicieli. Francuski generał (Charles Boyer) oferuje swojej żonie drogocenną biżuterię, lecz ona musi sprzedać kolczyki, gdyż popada w kłopoty finansowe. Kiedy generał dostrzega je w sklepie, w tajemnicy kupuje je z powrotem dla kobiety, z którą ma romans. Potem po przegranej grze hazardowej, kochanka musi oddać swe kolczyki, a włoski arystokrata (Vittorio De Sica) kupuje je dla pewnej Francuzki.
Madame de..., adaptacja powieści Louise de Vilmorin, została doceniona przez krytyków ze względu na wartość dodaną wniesioną do pierwowzoru literackiego. Chuck Bowen z pisma „Slant Magazine” twierdził, że Madame de... „nie jest niczym niezwykłym, jeśli chodzi o przedstawianie miłości jako niszczycielskiej siły, ale jej niezwykłość wynika ze spostrzeżenia, że prawdziwa miłość może nie być warta zniszczenia”. Zdaniem Dave'a Kehra z pisma „The New York Timesa” film zawiera jedno z najpiękniejszych zakończeń w historii kina, które „nie ma odpowiednika w prozie Vilmorin”.